# San Miguel Soyaltepec (kommun i Mexiko)
San Miguel Soyaltepec är en kommun i Mexiko.   Den ligger i delstaten Oaxaca, i den sydöstra delen av landet, 300 km öster om huvudstaden Mexico City.
Följande samhällen finns i San Miguel Soyaltepec:
- Isla Soyaltepec
- Nuevo Paso Nazareno
- Piedra de Amolar
- Benito Juárez II
- Arroyo Chical
- El Capulín
- Corral de Piedra
- Cerro Tepexcuintle
- Nuevo Pescadito de Abajo Dos
- Nuevo Pescadito de Málzaga
- Nuevo Pescadito de Enmedio
- Nuevo Paso Nacional
- El Encajonado
- Arroyo Tigre
- Cerro de Agua Platanar
- San Antonio Cosolapa
- Cosolapa Caracol
- Pescadito de Arriba
- Colonia Ingeniero Raúl Sandoval Landázuri
- Colonia Cosoltepec
- Loma Bonita
- Nuevo Buenavista
- Arroyo Caracol
- Agua Escondida
- Arroyo de Enmedio
- Rincón Bonito